# Загустино
Загустино — деревня в Шумячском районе Смоленской области России. Входит в состав Руссковского сельского поселения. Население — 23 жителя (2007 год).

## География
Расположена в юго-западной части области в 15 км к северо-западу от Шумячей, в 20 км севернее автодороги А101 Москва — Варшава («Старая Польская» или «Варшавка»), на берегу реки Немка. В 20 км юго-восточнее деревни расположена железнодорожная станция Осва на линии Рославль — Кричев.

## История
В годы Великой Отечественной войны деревня была оккупирована гитлеровскими войсками в августе 1941 года, освобождена в сентябре 1943 года.

## Население
| 2007 |
| ---- |
| 23   |

## Инфраструктура
Личное подсобное хозяйство с зоной сельскохозяйственного использования, индивидуальная застройка усадебного типа.

## Достопримечательности, памятные места
Братская могила неизвестному солдату

## Транспорт
Автобусное сообщение с райцентром. Остановка общественного транспорта «Загустино».